# 대전 수운교 봉령각
대전 수운교 봉령각(大田 水雲敎 鳳靈閣)은 대전광역시 유성구 추목동에 있는 수운교의 삼단(三壇) 중 하나이다. 2007년 7월 3일 대한민국의 국가등록문화재 제331호로 지정되었다.

## 개요
1947년 건립된 이 건물은 도솔천, 법회당과 더불어 수운교의 삼단(三壇) 중 하나이다. 벽체는 긋기단청의 조촐한 맛을, 부연개판이나 서까래, 퇴보 등에서는 화려한 단청의 맛을 느끼게 한다. 내부 중앙에는 1937년에 만든 목조 입상의 아미타불을 주불로 봉안하였으며, 왼쪽에는 성덕군(나옹불사), 오른쪽에는 순덕군(수운천사 출룡자)의 영정을 봉안하고 있다.

## 같이 보기
- 수운교

## 참고 자료
- 대전 수운교 봉령각 - 국가유산청 국가유산포털